# Esher
Esher audioⓘ is een plaats in het graafschap Surrey in Zuidoost-Engeland, nabij de Mole-rivier. Het maakt deel uit van het district Elmbridge en het parlementaire kiesdistrict Esher and Walton.
Esher heeft 8.387 inwoners (volkstelling 2001) en is feitelijk een buitenwijk van Londen. Vanaf het station van Esher rijden treinen naar London Waterloo. Dicht bij het station ligt de paardenrenbaan Sandown Park Racecourse.
De plaats werd vermeld in het Domesday Book van 1086 als Aissela en Aissele. Het ontwikkelde zich als koetshalte langs de Portsmouth Road (A307) van Kingston upon Thames naar Cobham, later vervangen door de snelweg A3.
Koningin Victoria had hier een residentie, Claremont House, waar Leopold I van België verbleef totdat hij koning van België werd. Leopolds eerste vrouw Charlotte Augusta stierf er in 1817. Na de Februarirevolutie in Frankrijk in 1848 werd het huis door Victoria in leen gegeven aan de afgezette koning Lodewijk Filips I, die er in 1850 stierf.
George Harrison van The Beatles had een huis in Esher, genaamd Kinfauns. Harrison en zijn vrouw Pattie Boyd woonden er van 1966 tot 1970. Het stel werd er in 1969 gearresteerd voor bezit van hasjiesj. Veel van de demo's voor het White Album werden opgenomen in het huis.
Esher werd door Monty Python meermalig belachelijk gemaakt als een typische saaie buitenwijk. In aflevering 9 van Monty Python's Flying Circus bijvoorbeeld zegt een personage: "Full frontal nudity? Not in this part of Esher".
|  |

## Geboren in Esher
- John Cobb (1899-1952), coureur
- David Nash (1945), beeldhouwer
- Bill Williams (1942), professioneel voetballer, trainer van Maidstone United
- Lily James (1989), actrice